# 구미정보고등학교
구미정보고등학교(龜尾情報高等學校)는 대한민국 경상북도 구미시 황상동에 있는 공립 고등학교이다.

## 학교 연혁
- 1969년 12월 2일 : 인동상업고등학교 설립인가(3학급)
- 1970년 3월 4일 : 인동상업고등학교 초대 강임술 교장 취임
- 1981년 3월 1일 : 구미상업고등학교로 교명 변경
- 1997년 9월 26일 : 구미정보고등학교로 교명 변경 및 학과개편 승인
- 2000년 12월 4일 : 신축교사 이전[구미시 황상동 97-3번지(검성길 143)]
- 2002년 8월 31일 : 학과 개편 및 학급 증설 (18학급 - 정보처리과, 인터넷정보과)
- 2009년 11월 18일 : 특성화고등학교 지정(금융정보과 3학급, 글로벌유통과 3학급)
- 2009년 12월 17일 : 자율학교 지정(2010~2014)
- 2014년 8월 18일 : 자율학교 재지정(2015.03.03.~2018.02.28.)
- 2019년 5월 31일 : 학과개편(사무회계과 2학급, 유통판매과 2학급, 창업경영과 2학급)
- 2023년 3월 1일 : 제19대 이윤형 교장 취임
- 2024년 1월 5일 : 제52회 졸업(남 32명, 여 23명 계 55명, 누계 10,747명)
- 2024년 3월 4일 : 입학(사무회계과 48명, 메타커머스과 48명, 창업경영과 24명 총 120명)

## 설치 학과
- 유통판매과
- 창업경영과
- 사무회계과

## 참고 자료
- 구미정보고등학교 - 한국교육학술정보원 학교알리미